# Cantó de Fontaine-le-Dun
El cantó de Fontaine-le-Dun és un cantó francès del departament del Sena Marítim, situat al districte de Dieppe. Té 16 municipis i el cap és Fontaine-le-Dun.

## Municipis
- Angiens
- Anglesqueville-la-Bras-Long
- Autigny
- Bourville
- Brametot
- La Chapelle-sur-Dun
- Crasville-la-Rocquefort
- Ermenouville
- Fontaine-le-Dun
- La Gaillarde
- Héberville
- Houdetot
- Saint-Aubin-sur-Mer
- Saint-Pierre-le-Vieux
- Saint-Pierre-le-Viger
- Sotteville-sur-Mer

## Història
| Data d'elecció                           | Identitat              | Partit                    | Qualitat |
| ---------------------------------------- | ---------------------- | ------------------------- | -------- |
| 1949-196.                                | Arthur Courbe          | RS, després Divers droite |          |
| 196.-1979                                | M. Bennetot            | RI, després UDF           |          |
| 1979-1985                                | Marie-Bernard Ducroix  | PS                        |          |
| 1985-1992                                | Jean-François Roulland | RPR                       |          |
| 1992-2004                                | Marie-Bernard Ducroix  | PS                        |          |
| 2004-                                    | Dominique Chauvel      | PS                        |          |
| les dades anteriors no són pas conegudes |                        |                           |          |
|                                          |                        |                           |          |

## Demografia
| A partir de 1990: Població sense dobles comptes |